# Tyla Rattray
Pour les articles homonymes, voir Rattray.
Tyla Rattray, né le 8 novembre 1985 à Durban, est un pilote de motocross sud-africain.
Après une très bonne saison courue sur l'une des rares 125 cm3 deux temps dans la catégorie MX2, il commence la saison 2005 sur une nette victoire lors du premier Grand Prix de la saison, ce qui le place aussitôt parmi les grands favoris au titre mondial. Mais sa saison est interrompue par une blessure qui ne le laisse revenir à la compétition que pour les trois derniers Grands Prix, pour trois victoires, ce qui le place de nouveau favori à la saison suivante.
Lors de cette nouvelle saison, la concurrence est rude avec l'italien Antonio Cairoli et l'émergence du jeune français Christophe Pourcel.

## Palmarès
- Champion du monde MX2 en 2008
- Championnats du monde de motocross 2° MX2 en 2004, 4° MX2 en 2006 et en 2007